# Winteria telescopa
Winteria telescopa är en fiskart som beskrevs av Brauer, 1901. Winteria telescopa ingår i släktet Winteria och familjen Opisthoproctidae. Inga underarter finns listade i Catalogue of Life.